# Cordilura impudica
Cordilura impudica är en tvåvingeart som först beskrevs av Camillo Rondani 1867.  Cordilura impudica ingår i släktet Cordilura och familjen kolvflugor.
Artens utbredningsområde är Italien. Inga underarter finns listade i Catalogue of Life.